# MAIKO (ダンサー)
MAIKO（まいこ、 本名 政井麻衣子）は、日本の女性ダンサー、振り付け師である。

## 概要
幼少期よりプロダンサーを目指し、モダンバレエ、新体操、器械体操を経てダンスの世界へ入る。MIKEYとダンスチーム東京★キッズメンバーとして国内外のイベントやテレビ、雑誌等に出演する他、数々のアーティストバックダンサーなどをつとめ、2011年からは主に振付師として活動する。
夫のKITEとともに、これからのダンスシーンに新たなエンターテイメントや活動の場、アイディアなどを提供するための新会社「A Boog & Do LLC(アボガドゥ)」を設立し、第1弾プロジェクトとしてコレオグラファー&パフォーマンス集団「Acanthus(アカンサス)」を結成。

## 振り付け
- きゃりーぱみゅぱみゅ[3]
  - つけまつける
  - CANDY CANDY
  - ファッションモンスター
  - キミに100パーセント/ふりそでーしょん
  - にんじゃりばんばん
  - インベーダーインベーダー
  - もったいないとらんど
  - ゆめのはじまりんりん
  - ファミリーパーティー
  - きらきらキラー
  - 最&高
  - もんだいガール
  - 原宿いやほい
  - きみがいいねくれたら 他
- TEMPURA KIDZ
  - CIDER CIDER
  - ONE STEP / ストロボ
  - はっぴぃ夏祭り
  - たべちゃいたいの
- Charisma.com vs TEMPURA KIDZ 「ミイラキラー」
- LOVE「水都音頭」
- 小林麻耶「ブリカマぶるーす」
- NON ANGEL「I.m PREMIUM」
- 関ジャニ∞「パノラマ」
- NHK みんなのうた 「ベジタリズム」
- おかあさんといっしょ「ゾクゾクうんどうかい」「からだ☆ダンダン」
- LOVE「Go See The World」
- Hey! Say! JUMP「群青ランナウェイ」（2021年）[4]

## 主な出演

### ステージ
- ASTERISK舞台「Goodbye,Show white」（2016年5月27日 - 29日、東京国際フォーラム ホールC）[5]
- LAダンスイベント「Carnival」
- MISSY ELLIOTT Japan Tourのオープニングアクト
- WANYA MORRIS from BOYZ ⅡMEN COUNT DOWEN PARTY`03ゲストダンサー

### バックダンサー
- 大黒摩季
- 松浦亜弥
- Sowelu
- ENDLICHERI☆ENDLICHERI
- MISIA